# Bătălia de la Znaim
Bătălia de la Znaim (astăzi Znojmo, în Cehia, la aproximativ 90 km nord-est de Viena) a avut loc pe 10 și 11 iulie 1809 între forțele austriece ale arhiducelui Carol și armata franceză a generalului Marmont.

## Context
Înfrântă la Wagram pe 7 iulie, armata arhiducelui Carol se retrăgea spre Moravia. Marmont, în fruntea „Armatei Dalmației”, care devenise între timp Corpul XI al „Armatei Germaniei”, se vedea în seara zilei de 7 iulie însărcinat de Napoleon I cu misiunea de a tăia calea de retragere a lui Carol la râul Thaya.

## Bătălia
Era ora 11 atunci când Marmont sosise lângă Znaim pentru a constata că adversarul său îl întrecuse. Cu toate acestea, în ciuda inferiorității numerice (aproximativ 47 000 de austrieci contra 10 000 de francezi), el a trecut la atac pentru a încerca să oprească retragerea inamicului, cum stipulau ordinele primite, fără a reuși totuși să împiedice continuarea retragerii austriecilor.
A doua zi, pe 11 iulie, în timp ce situația lui Marmont devenise delicată, a ajuns Masséna în fruntea Corpului IV și a unei baterii care i-a obligat pe austriecii ce apărau podul peste Thaya să se replieze. La ora 10 a sosit Napoleon, care i-a ordonat lui Marmont să atace pe trei coloane, astfel încât să faciliteze debușarea lui Masséna pe malul stâng. Însă până la ora 14 aceste trei atacuri au eșuat.
În zona sa, Masséna, după ce a respins o parte a armatei austriece, a ajuns până la suburbiile orașului Znaim, care au devenit miza unor lupte violente. Către ora 19, Marmont a reușit în sfârșit să facă joncțiunea cu Masséna, însă centrul francez nu progresase deloc. Generalul Guyot a notat în jurnalul său:
Znaim, mic oraș al Moraviei, o țară muntoasă și cu podgorii. Austriecii sunt în oraș și pe înălțimile care se întind până la Brünn; mai sunt 80 000 de oameni rămași în armata lor. Ieri, generalul Marmont cu 15 000 de oameni a câștigat în ciuda rezistenței acestora. În această seară, întreaga noastră armată s-a dispus în linie pe o poziție avantajoasă; mâine probabil că va avea loc o bătălie.
Între timp, arhiducele Carol a propus un armistițiu care a fost acceptat de Napoleon, considerându-și armata ca fiind prea slăbită pentru a mai purta o nouă bătălie.

## Consecințe
Bătălia a reprezentat sfârșitul campaniei din 1809, însă nu și al Războiului celei de-a Cincea Coaliții. Armistițiul care a fost semnat pe 12 iulie nu făcut decât să suspende ostilitățile până la concluzionarea păcii. Aceasta a fost semnată la Viena pe 14 octombrie 1809: tratatul de la Schönbrunn a fost dezavantajos pentru Austria, deoarece prevedea cedarea către Franța a Carintiei, Carniolei, Croației maritime cu Fiume și a Istriei cu Trieste. Salzburg a fost preluat de Regatul Bavariei. Alte teritorii au fost cedate Ducatului Varșoviei și Imperiului Rus.
A doua zi după bătălie, Marmont a fost numit Mareșal al Franței.